# Лауенбург (окръг)
Херцогство Лауенбург (на немски: Kreis Herzogtum Lauenburg) e най-южната административна област в провинция Шлезвиг-Холщайн, Германия. Тя граничи (считано от запад и по часовниковата стрелка) с област Щормарн, град Любек, провинция Мекленбург-Предна Померания (области Нордвестмекленбург и Лудвигслуст), провинция Долна Саксония (области Линебург и Харбург) и град-провинция Хамбург.

## География
В областта се намират много исторически значими градове като Лауенбург (Елба), Мьолн и Ратцебург, през които е минавал един от основните средновековни търговски пътища – „Старият път на солта“ (Alte Salzstraße). От кариерите, южно от река Елба, каменната сол е транспортирана на север към Любек. Търговията със сол става причина и за изграждане през 1398 година на най-стария изкуствен воден канал в Европа, Щекниц. През 1900 година той бил заменен от канала Елба-Любек.
Ландшафтът на областта се характеризира с множество езера, образуващи Природен парк „Лауенбургски езера“. Най-голямото от тях е Ратцебургското езеро с площ 16 km².

## История
Областта е кръстена на средновековното херцогство Саксония-Лауенбург, представляващо останала част от предишното цялостно херцогство Саксония, което се разделя през 1260 на Саксония-Лауенбург и Саксония-Витенберг. В посока север-юг в ранното средновековие като Граница Саксония лента на потърсите кралство преди славяните.
Саксония-Лауенбург започва да бъде наричана просто Лауенбург. Докато територията на Саксония-Витенберг се променя драстично през вековете, границите на Лауенбург остават сравнително непроменени. Това продължава докато херцогството губи своята независимост през 1689, когато е наследено от княжество Люнебург. От 1815 до 1864 то принадлежи на графа на Холщайн и краля на Дания, които всъщност представляват една личност. През 1864 херцогството преминава към Прусия след Втората война за Шлесвиг. За кратък период Лауенбург остава автономен, но през 1876, бива включен като област в пруската провинция Шлесвиг-Холщайн.
Лауенбург е първата столица на областта. През 1937 градът Ратцебург, който преди това е част от Макленбург, става част от областта.

## Герб
Емблемата е съставена от бял кон, древният символ на херцогство Лауенбург. Той е заобиколен от бяло и черно, които са цветовете на Прусия.

## Транспорт
- От 2003 г. в системата на обществения транспорт в квартал е интегрирана в Джоб Verkehrsverbund (HVV) подземна мрежа от Хамбург.
- Окръгът има връзки с магистрала А1 (Хамбург-Любек) на запад, А 24 (Хамбург-Берлин) на юг, път 25 (Гестахт-Хамбург) и път 20 (Любек-Рощок) на север.
- Най-близките летища са на летището Любек и Хамбург.